# نیکی برن
نیکلاس برنارد جیمز آدام برن(به انگلیسی: Nicholas Bernard James Adam Byrne) (متولد ۹ اکتبر ۱۹۷۸ در دوبلین) قدیمی‌ترین عضو گروه ایرلندی وست‌لایف است.
وی با جورجینا ارن دختر یکی از فوتبالیست‌های ایرلند ازدواج کرده است.
او در مسابقه آواز یوروویژن ۲۰۱۶ نماینده ایرلند بود .